# Freddie Mercury
Freddie Mercury (Zanzibar, 5. rujna 1946. – London, 24. studenoga 1991.), bio je britanski pjevač, tekstopisac i producent, najpoznatiji kao pjevač britanskog rock sastava Queen.

## Životopis

### Rano doba
Freddie je rođen u državi Zanzibar, koja 1964. postaje dio afričke države Tanzanije, pod imenom Farrokh Bulsara. Tanzanija mu je postumno dodijelila nagradu za osobu koja je iz Tanzanije otišla u svijet i postigla jako puno. 
Majka Jer i otac Bomi porijeklom su bili Iranci koji su živjeli u Indiji i sljedbenici zoroastrizma. Freddie je pohađao englesku školu u Indiji, gdje je uzimao i lekcije iz sviranja klavira. U istoj školi je i dobio ime Freddie, što je njegova obitelj isto tako prihvatila. Freddijev otac Bomi bio je računovođa za britansku vladu. Kad su u Zanzibaru izbili nemiri, zajedno s obitelji seli se u Feltham, Velika Britanija.

### Početak glazbene karijere
U Veliku Britaniju došao je s 18 godina i pohađao fakultet za umjetnost i grafički dizajn, što će se u karijeri grupe Queen primijetiti na omotima albuma, te ponekad i na garderobi sastava. Freddie je izradio i poznati logo grupe. U Engleskoj je upoznao Rogera Taylora i Briana Maya, koji su zajedno s Timom Staffellom svirali u sastavu Smile. Nedugo nakon toga Staffell odlazi iz sastava i na njegovo mjesto dolazi Freddie. Dolaskom Freddieja koncepcija i izgled grupe se bitno mijenjaju, a upravo je Mercury dao novo ime grupi. Nešto kasnije, nakon nekoliko neuspješnih basista, dolaskom Johna Deacona 1971. godine konačno je osnovan jedan od najpoznatijih svjetskih sastava – Queen. 

### Queen
S glasom nevjerojatnog opsega od čak četiri oktave, bio je jedan od najboljih vokala na tadašnjoj glazbenoj sceni, te se ujedno i danas smatra jednim od najvećih vokala u glazbenoj povijesti. Freddie je imao izuzetan talent za pisanje pjesama i melodija. Na to je utjecalo njegovo iskustvo u raznim vrstama glazbe, od indijske do britanske i američke. Njegova uvjerljivo najbolja i u svijetu najpoznatija pjesma je "Bohemian Rhapsody", s albuma A Night at the Opera iz 1975. godine. U Britaniji se zadržala 9 tjedana na broju jedan top ljestvice. Kroz daljnji razvoj karijere napisao je veliki broj pjesama koje su i danas vrlo poznate i još se uvijek mogu čuti na stadionima ili u dvoranama, kao npr. "We are the Champions"(News of the World, 1977.), "Crazy Little Thing Called Love" (The Game 1980.), "Barcelona" (solo album Barcelona 1988.), prvu veliku uspješnicu grupe, Killer Queen (Sheer Heart Attack 1974.) i publici vrlo omiljenu "Love of My Life" (A Night At The Opera 1975.), koju je posvetio Mary Austin.
Godine 1985. objavio je svoj prvi samostalni album u pop-rock-dance maniri Mr. Bad Guy, ali istovremeno nastavlja raditi zajedno s grupom. Najpoznatija pjesma s tog albuma je "Living On My Own", koja je nakon njegove smrti remiksana te doživljava više verzija i postaje veliki hit diljem svijeta. Godine 1987. upoznao je ženu kojoj se dugo divio, sopranisticu i opernu divu, Montserrat Caballé i s njom snimio album Barcelona, na kome je najpoznatija istoimena pjesma, izvedena na otvorenju Olimpijskih igara u Barceloni 1992. godine. Montserrat je pjevala dok je Freddie bio na zaslonu iza nje. Godine 1987., oko Uskrsa, Freddie je saznao da boluje od SIDE,ali to nije javno priznao sve do 1991., dan prije smrti 24. studenoga. Godine 1987. je odlučio više ne odlaziti na turneje s grupom, ponajviše zbog bolesti s kojom se morao suočiti. Jedan od njegovih posljednjih nastupa uživo bio je u mjuziklu "Time" u Dominion Theateru 14. travnja 1988. godine, kada je nastupao zajedno s Cliffom Richardom, te su izveli pjesmu "In My Defence". Osim tog mjuzikla te nastupa s Montserrat Caballé, Freddie je dalje isključivo radio studijski, npr. 1989. godine izašao je album grupe Queen The Miracle, snimljeni su spotovi za nekoliko singlica, no turneja, kao i nastupi uživo su izostali.
1991. godine izlazi posljednji album grupe Queen za Mercuryjeva života, Innuendo, koji sadrži dvije oproštajne pjesme – remek-djelo "The Show Must Go On" i "These Are the Days of Our Lives", proglašenu pjesmom godine u Velikoj Britaniji. Za ove pjesme mnogi vjeruju da ih je napisao Freddie, no stvarna istina je da su preostali članovi sastava Queen napisali te pjesme kao istinsku odu najboljem prijatelju. Za potonju je većinu stihova napisao bubnjar Roger Taylor (bubnjar Queena)|Roger Taylor. Ujedno je spot za pjesmu "These Are the Days of Our Lives" zadnje pojavljivanje Freddieja u javnosti, odnosno zadnji kadar zabilježen kamerom. Spot je snimljen u crno-bijeloj tehnici zbog Freddiejeva lošeg zdravstvenog stanja. Nekoliko mjeseci prije smrti, mnogi su kroz spotove grupe Queen primijetili da je Freddie drastično smršavio, te su novinari sve više i češće počeli spekulirati da boluje od AIDS-a, što su on, članovi grupe i prijatelji energično opovrgavali, iako niti oni to službeno nisu znali, tj. Freddie im to nije potvrdio do zadnjih nekoliko tjedna života. Freddie je u to vrijeme zbog opsade novinara i pritiska javnosti postao praktički talac u svom domu Garden Lodge u Londonu.

### Privatni život
Freddie je kremiran, ali je sam naložio da se ne otkrije gdje je njegov pepeo. Samo Mary Austin zna gdje se pepeo nalazi. Kako je Freddie često volio boraviti u švicarskom Montreuxu, te su tamo snimljene i neke od zadnjih pjesama s njegovim vokalom, tamo se nalazi i njegov kip. Poslije smrti u oporuci je ostavio svoju kuću u otmjenoj četvrti Kensington, vrijednu od 12 milijuna funti, svojoj bivšoj zaručnici Mary Austin.
Freddie nikada nije javno izjavio koje je seksualnosti,ali opće je prihvaćeno da je bio biseksualac. Iako je s Mary Austin proveo 6 godina, nakon njihovog prekida ostali su najbolji prijatelji sve do njegove smrti. Potkraj 70-ih počeo je istraživati i gay scenu, a najviše je volio boraviti u New Yorku, Münchenu i na Ibizi. Početkom 80-ih, mijenja imidž: dugu kosu je skratio, te je pustio brkove – po čemu je i dan-danas prepoznatljiv. Njegov zadnji dugogodišnji partner bio je Jim Hutton, koji je umro 1. siječnja 2010. godine. Zajedno su bili od 1984./1985. do Freddiejeve smrti 1991. godine. Prije njega Freddie je u Münchenu znao često biti s austrijsko-njemačkom glumicom Barbarom Valentin, koja je pak tvrdila da je čak i živjela s njim te da je bio ljubav njenog života. Bili su vrlo bliski prijatelji, iako se po nekim biografijama tvrdi da su bili i ljubavnici.
Freddie je bio veliki fan Lize Minnelli i Michaela Jacksona, s kojim je snimio duete "There Must Be More To Life Than This" I "State of Shock" koji nikad nije izdan kao singl u izvedbi njih dvojice, već je Mick Jagger naknadno u studiju snimio vokale identične onim Freddijevim, te pjesma postaje megahit. Zanimljivo je da je original pjesme s Mercuryjevim dionicama ipak kasnije izašao u javnost. Freddie je i s Davidom Bowiem kroz grupu Queen snimio pjesmu "Under Pressure", iako je nisu nikada uživo izveli. Surađivao je također i s Cliffom Richardom, te brojnim drugim glazbenicima i producentima.
Freddie je bio poznat po tome što nije volio davati često intervjue jer nije vjerovao novinarima nakon nekoliko lošijih iskustava. Bio je vrlo oprezan i jako je držao do svoje privatnosti. Također nije nikada priznao svoju seksualnu orijentaciju, niti je ikada govorio o svojim korijenima. Freddie je bio ljubitelj skupocjenih umjetnina, te ih je često kupovao kako bi ih darovao prijateljima te ukrasio svoj dom. Za njega je poznato da je bio hedonist i da je volio trošiti novac na velike zabave. Jako je volio mačke, stoga ih je imao nekoliko u svom domu. Svojoj najdražoj mački Delilah posvetio je istoimenu pjesmu s albuma Innuendo. I dok je na pozornici i općenito u javnosti djelovao kao snažan, moćan, ekscentričan, neobuzdan i prilično samouvjeren, u privatnom životu je bio gotovo čista suprotnost. Mnogi njegovi bliski prijatelji su potvrdili da je bio tih, plah, te vrlo srdačan i obziran. Kroz nekoliko intervjua je i sam Freddie to priznao.  
Godine 1995. sastav Queen objavljuje i posljednji album Made in Heaven, na kojemu se nalaze posljednje pjesme koje je Freddie uspio otpjevati. Za pjesmu "Mother Love", Freddie je snimio vokale 2 tjedna prije smrti, no kako je za 2 tjedna umro, Brian May (gitarist) dovršio je zadnju kiticu i tako je nastala pjesma "Mother Love".

### Smrt
Freddie je umro 24. studenoga 1991. u svom domu u 46. godini. Uzrok smrti je bila upala pluća uzrokovana AIDS-om. Freddijeva obitelj je ubrzo objavila vijest. U kratkom vremenu gomila obožavatelja i ljudi došli su mu odati počast polaganjem buketa i pjevanjem najmelankoličnijih i najtužnijih Queenovih pjesama ispred njegove kuće u Londonu. Do prije nekoliko godina su se još uvijek mogle vidjeti poruke koje su pisali po zidu, tj. ogradi. 
Tri dana nakon smrti, 27. studenoga 1991., Freddie je bio kremiran po starim zoroastrijskim običajima i obredima. Od njega se oprostio najuži krug ljudi; njegova obitelj, kolege iz benda, prijatelji... Prema njegovoj posljednjoj želji i oporuci, pepeo je pripao Mary Austin koja ga je pokopala na mjestu za koje se vjeruje da ga zna samo ona, a izjavila je da ga nikada neće otkriti.

Zanimljivo je da je Freddie Mercury nekoliko mjeseci prije smrti prestao uzimati eksperimentalne lijekove koji su ga održavali na životu kako bi ubrzao svoju smrt. 

### Nakon smrti
Dana 20. travnja 1992. održan je Koncert u spomen na Freddieja Mercuryja u Londonu, koji su izravno prenosile televizijske postaje diljem svijeta te se smatra da je bio gledaniji nego Live Aid. Na koncertu su uz preostale članove sastava nastupali Tony Iommi, Robert Plant, Elton John, Axl Rose, Metallica, Paul Young, George Michael, Extreme, Lisa Stansfield, David Bowie, Liza Minnelli, Zucchero, Annie Lennox, Seal, Def Leppard i mnogi drugi.
I sada, nakon više od 20 godina od njegove smrti, Freddieja se pamti po energičnom stilu nastupanja, kao snažnog, izuzetno karizmatičnog i talentiranog glazbenika s iznimnim vokalnim sposobnostima, dok i na današnjoj glazbenoj sceni nema mnogo umjetnika koji imaju njegove sposobnosti. Naime, Freddie je poznat po tome što je imao izvrsnu komunikaciju s publikom i to na velikim stadionima. Kao izvođač je bio prilično živahan i zato je bio i sjajan zabavljač. Dokaz tomu je i nedavna titula; naime, nastup grupe Queen na Live Aid koncertu 1985. proglašen je najboljim rock nastupom uživo na svijetu. Tu se zapravo najviše vidi kako je Mercury bio sposoban izvući ono najbolje iz publike i zabaviti cijeli svijet, a istovremeno zvučati fenomenalno. Freddie je bio veliki umjetnik i imao je mnogo darova, od kreiranja odjeće, do crtanja, skladanja, sviranja i pjevanja. Krajem listopada 2018. izašao je film o njegovom životu i grupi Queen Bohemian Rhapsody. Iako film ne slijedi stvarnost, šira publika je na dobitku, zbog sjajne glazbe, Malekove glume, te maestralne rekonstrukcije nastupa Mercuryja i Queenovaca na Live Aid koncertu.